# Lapzak (brandweer)
Een lapzak was in het verleden (zeker tot in de negentiende eeuw) een opbergmiddel dat in gebruik was bij brandweerlieden. Behalve de brandspuit behoorde tot hun voorraad nog een arsenaal aan kleine gereedschappen; emmers (waarmee een blusketen kon worden gevormd) en ook de lapzak vormden zulke hulpmiddelen.
De lapzak bevatte windsels waarmee zo nodig een brandslang kon worden gerepareerd, en daarnaast werd er klein gereedschap in opgeborgen. Blijkbaar was het mogelijk dat de lapzak onder de persoonlijke hoede van een der blussers werd geplaatst; in de achttiende eeuw werd in Nigtevecht een aantal posten onder de brandweerlieden verdeeld, en een hunner werd aangesteld tot den Lapzak.